# Nesiritide
O nesiritide é a forma recombinante do peptídeo natriurético do tipo B humano, com 32 aminoácidos,que é produzido normalmente pelo miocárdio ventricular.O nesiritide facilitata a homeostase do fluido cardiovascular através da contrarregulação do sistema renina-angiotensina-aldoesterona, estimulando a produção de GMPc, levando ao relaxamento da musculatura lisa.
Acreditava-se que o neseritide era um tratamento possível para a insuficiência cardíaca aguda descompensada. Para esse propósito, a droga recebeu aprovação da agência norte americana FDA (Food and Drug Administration) em 2001. Contudo, um  estudo grande em 2011 no New England Journal of Medicine não encontrou correlação do tratamento con nesiritide com mudanças em mortalidade ou re-hospitalização.

## Administração
O nesiritide é administrado unicamente de forma intravenosa, normamlmente por bolus, seguido por infusão. Para a maioria dos adultos e idosos, a dose normal é de 2 µg/kg seguido por infusão contínua de 0.01 µg/kg/min, podendo ser aumentada dependendo das condições.

## Efeitos colaterais
Os efeitos colaterais comuns incluemː
- Baixa pressão (11% of patients)
- Dor de cabeça
- Náusea
- Diminuição da frequência cardíaca
- Falência renal
- [2]